# Husův sbor (Vršovice)
Husův sbor ve Vršovicích je multifunkční budova Církve československé husitské stojící na Vršovickém náměstí v Praze Vršovicích s číslem popisným 967. Sbor je jedním z prvních objektů v Praze stavěný metodou předpjatého betonu. Husův sbor ve Vršovicích je od roku 2022 kulturní památkou České republiky.

## Historie a charakter stavby

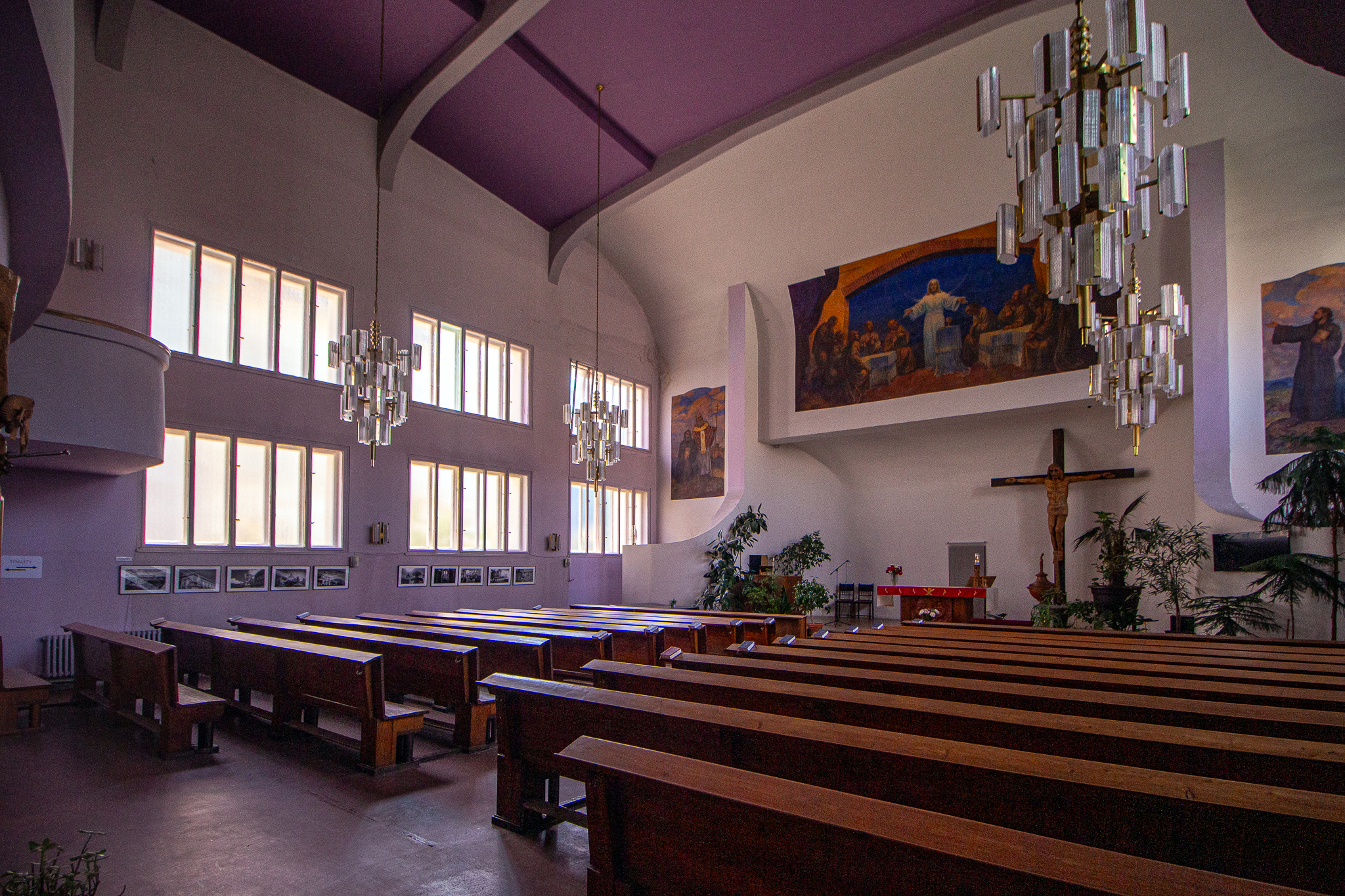
Interiér kostela

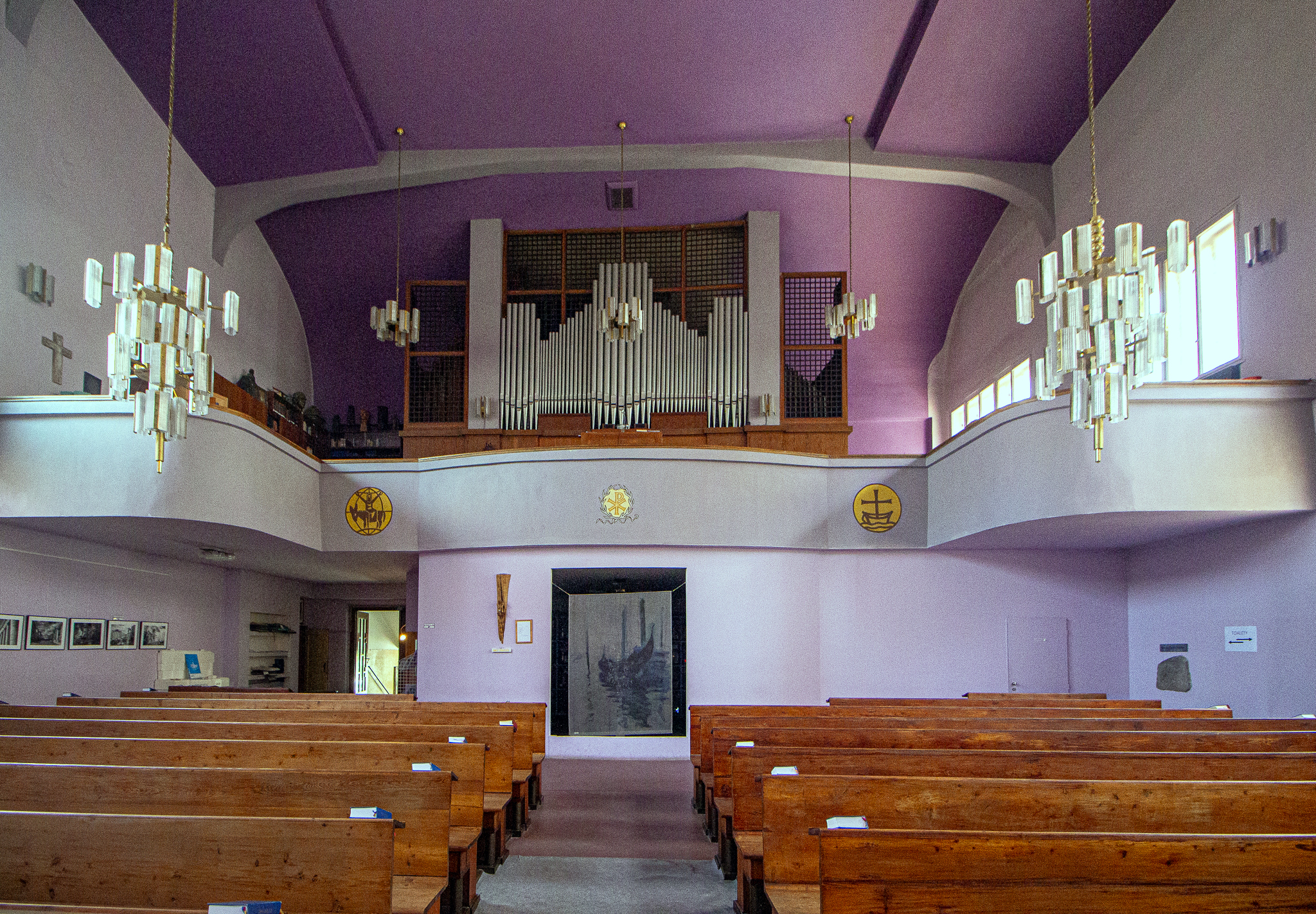
Interiér kostela

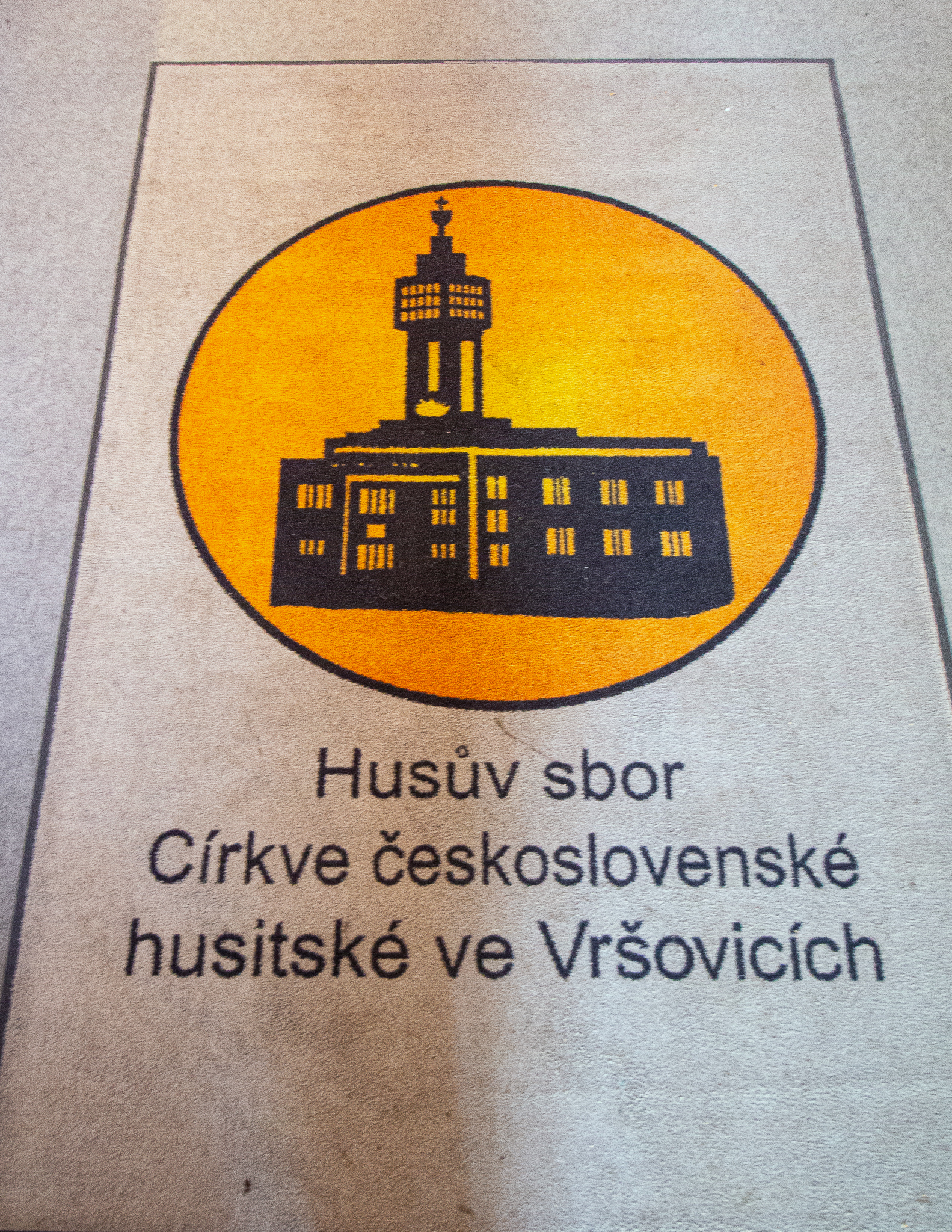
Kobereček s logem sboru v interiéru kostela

Stavba je významným architektonickým dokladem stavebního stylu individualistické moderny inspirované funkcionalismem s prvky konstruktivismu. Je výjimečná svojí mohutnou, čtyřbokou, přes 30 m vysokou věží, zakončenou stylizovaným čtverhranným kalichem a křížem. Na koncepci věže Husova sboru ve Vršovicích se podílel významný představitel českého kubismu arch. Pavel Janák, který je též, spolu s arch. Jiřím Jakubem, autorem třídílné stavby (modlitebna, věž a obytný dům) Husova sboru na Vinohradech. Výtvarné pojetí obou věží odkazuje na Církev československou husitskou a prozrazuje rukopis stejného autora, v tomto případě, arch. Pavla Janáka.
Na shromáždění příslušníků a sympatizantů Československé církve dne 1. dubna 1921 padlo rozhodnutí o výstavbě vlastního sboru a vzápětí proběhla první finanční sbírka. Náboženská obec získala vhodný pozemek pro stavbu sboru v ulici Na Kovárně, kde se dříve nacházel zájezdní hostinec stejného jména. Bylo osloveno několik architektů, kteří vypracovali návrhy na stavbu. V roce 1929 byl vybrán projekt absolventa Českého vysokého učení technického v Praze, architekta Karla Truksy. Truksa rozpracoval projekt do úrovně stavebních plánů a provedl rozpis jednotlivých stavebních a řemeslných prací tak, aby mohlo být vypsáno výběrové řízení.
Dne 22. září 1929 se konala slavnost položení základního kamene ke stavbě Husova sboru. Základní kámen darovala náboženská obec táborská. Tento kámen pochází z Kozího hrádku u Sezimova Ústí, kde dříve kázal Jan Hus a dnes se nachází pod kůrem. Pod ním je reliéf z umělého kamene představující Jana Husa, zhotovený medailérem a sochařem Vilémem Amortem z roku 1931, s textem "Jdem za Tebou" a "Památce 6. července 1415".
Hlavní stavebním dodavatelem byla zvolena firma Ing. Václav Nekvasil, Praha-Karlín. Při výběrovém řízení, které se konalo 9. března 1930, se společnost zavázala, že stavbu dokončí ještě téhož roku. Firma Nekvasil převzala staveniště 16. března 1930 a za dva týdny zahájila výkop základů. Stavba byla provedena velmi rychle. Už 31. srpna 1930 byl na věži vztyčen kalich a 19. září 1930 byly věž vybavena zvony se jmény dr. Karel Farský, Jan Hus, Jan Amos Komenský a Růžena. Duchovní správa sboru se sem nastěhovala 3. listopadu. 25. listopadu 1930 byla do základního kamene uložena schránka se stavebními plány a dobovými listinami. Vůbec první schůze rady starších se zde konala 28. listopadu 1930. Slavnostní otevření Husova sboru pro věřící veřejnost se konalo 21. prosince 1930 za přítomnosti tehdejšího patriarchy Církve československé husitské G. A. Procházky, architekta Truksy a členů firem, které se na stavbě podílely.
Kříž s Kristem do kněžiště vyrobil v letech 1973 až 1975 Jaroslav Kruis. Kruis také restauroval a doplnil křtitelnici dřevěnou plastikou sv. Jana Křtitele. Husův sbor ve Vršovicích ji dostal darem od evangelíků z Ostravska. Oltář, kazatelnu a lavice z modřínového dřeva navrhl Václav Pešan. Fresky kolem kněžiště zobrazující Večeři Páně, Cyrila a Metoděje, Husa a Farského vytvořil v roce 1932 Rudolf Adámek. Restaurace se dočkaly v letech 1949 a 1978. Pražský sochař a řezbář Josef Kotyza vytvořil podle návrhu faráře Františka Adámka pro kostel unikátní jesličky. Kotyzovy jesličky v Husově sboru ve Vršovicích zpodobňují Ježíšův příběh na skutcích milosrdenství. Každá postava v jesličkách má svůj symbolický význam a překračuje rámec pouhé líbivé vánoční scenérie klanění se narozenému Spasiteli. Umělecké dílo je vystaveno v Husově sboru celoročně po levé straně při vstupu do chrámu. 

### Divadelní sál
Unikátem projektu byl návrh divadelního sálu (včetně zázemí pro technický provoz) jako přímé součásti sakrální stavby. Podle projektu byl zbudován divadelní sál pro 295 sedících diváků, který, kromě dvou galerií a prostoru pro orchestr, zahrnoval také zkušebny, šatny, maskérny a kanceláře administrativy divadla.
Historie divadelního sálu v budově husitského kostela ve Vršovicích je spojena s Jiráskovým vršovickým divadlem, které zde mělo stálou scénu až do roku 1964. Dlouhá léta zde hrála ochotnická skupina Bozděch (založená ve Vršovicích v roce 1892), ale i jiní. V době válečné okupace fungoval divadelní sál též jako kino s názvem Bio Helios. Po roce 1964, na více než čtyři desetiletí, tento prostor ztratil své původní poslání i podobu.
Od roku 2005 se stala záměrem Církve československé husitské postupná revitalizace a rekonstrukce celého prostoru divadla a jeho navrácení původnímu účelu. Rekonstrukce divadla byla rozdělena do několika etap. V roce 2009 skončila první etapa, jejímž cílem byla rekonstrukce dřívějšího provozního zázemí divadla. Na jeho místě byl zbudován bezbariérový prostor Studia MANA, které slouží komunitním, kulturním a společenským aktivitám rozvíjeným v Husově sboru. Rekonstrukce veškerých prostor divadelního sálu a jeho zázemí byla dokončena v roce 2015. Vršovické divadlo MANA, které v těchto prostorách působí, má pro svá představení k dispozici velký divadelní sál, zkušebny, provozní zázemí i Studio MANA.  

### Další využití budovy
Husův sbor byl navržen jako multifunkční budova. Kromě divadla se v objektu nachází urnové pohřebiště, takzvané kolumbárium, nájemní byty a prostory pro bankovní pobočku - od roku 1931 zde sídlila Vršovická záložna (dnes kavárna Café MANA). Příjmy z pronájmu těchto prostor tak mohly být použity na výdaje spojené s údržbou objektu i na vlastní pastorační a ekumenickou činnost sboru.